# Tommaso Bucciano
Tommaso Bucciano (San Giorgio La Molara, 3 gennaio 1757 – 3 ottobre 1830) è stato uno scultore italiano.

## Biografia
Fu allievo a Napoli prima dello scultore in legno Gaspare Castelli e poi cominciò a lavorare dagli anni 1773-1775 nella Real Fabbrica Ferdinandea della Porcellana con Francesco Celebrano.
Dal 1785 al 1788 fu impegnato nella realizzazione di importanti opere in stucco nella Reggia di Caserta. Lo scultore modellò nella Sala delle Guardie del Corpo un putto reggibandiera e due pannelli rappresentanti L'aiuto che Fabio Massimo portò a Minucio e la Morte del console Marcello. Sono tutti di sua mano gli otto busti femminili della Sala degli Alabardieri.
Dal 1789 fu a Roma con una borsa di studio regia. Dopo una lunga malattia agli occhi è attestato di nuovo al lavoro nella Real Fabbrica della Porcellana dal 1801 al 1806.
In seguito tra il 1810 e il 1813 collaborò anche con la Manifattura Poulard Prad che nel decennio francese prese il posto della precedente fabbrica reale.
Allo stato attuale degli studi è nota una sola opera dello scultore realizzata al di fuori della manifattura napoletana, si tratta del busto di san Domenico nella chiesa di san Rocco a San Marco dei Cavoti (BN).
Di minore rilevanza sembrerebbe, invece, l'attività pittorica del Bucciano. A oggi è nota una sola tela autografa raffigurante Francesco d'Assisi.